# 硬葉樹林

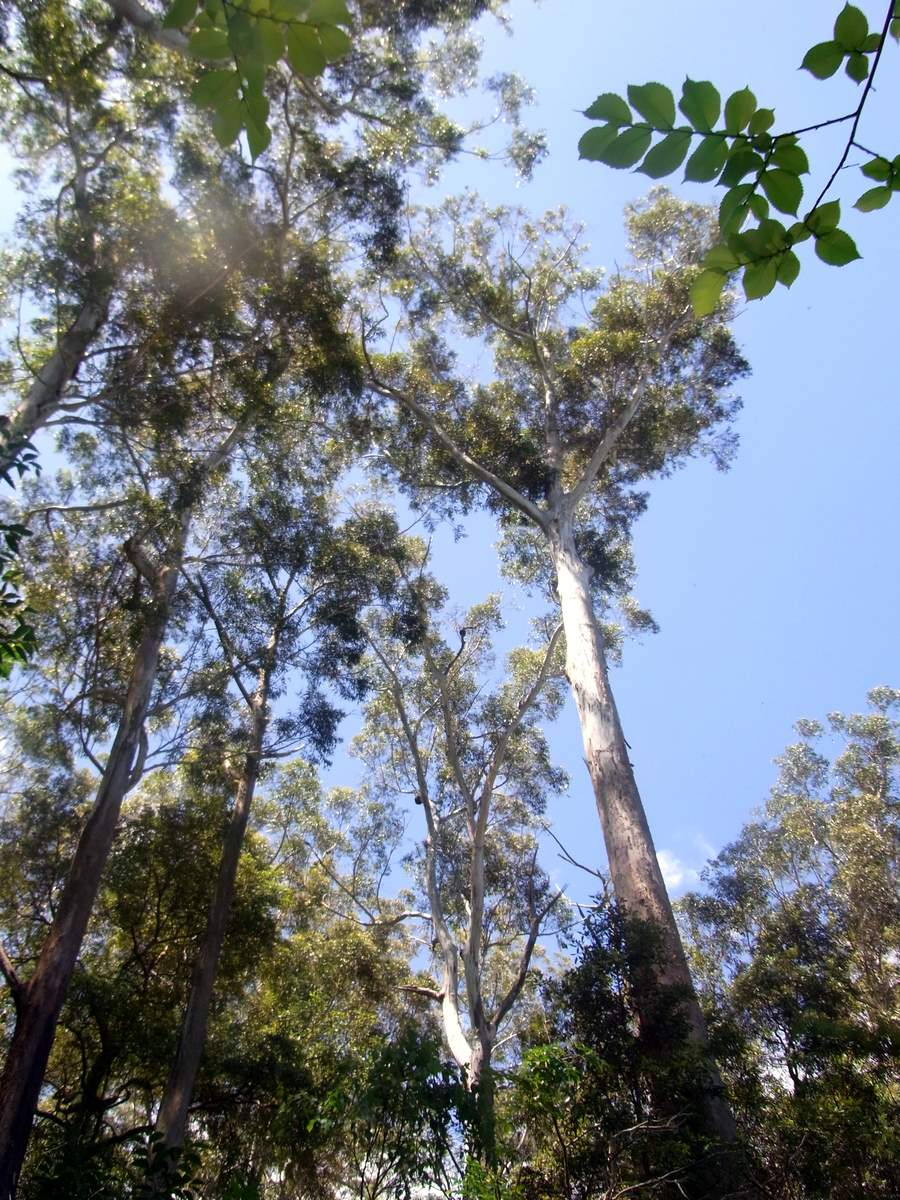
シドニー近郊の硬葉樹林

硬葉樹林（こうようじゅりん）とは、常緑広葉樹林の一種で、夏季の乾燥に耐えることができる森林のことである。暖温帯に於ける常緑広葉樹林としては、照葉樹林と対を成す存在である。

## 特徴

### 地中海沿岸
地中海性気候の地域で多く見られる。この気候帯においては、年間雨量はある程度確保されるが、夏期に雨が少ない。冬季はさほど低温ではない。したがって、生育適期に水条件が良くないため、葉は小さくて硬く、乾燥に耐える形を取る。硬葉樹林の名はこれに由来する。
オリーブ・コルクガシ・イナゴマメなどが代表的な構成樹種である。
しかしながら、地中海沿岸は人類の歴史上でも特に人間の活動の盛んな場所であったことから、この型の森林で現存するものはほとんどないと言って良い。同じく照葉樹林も多くの地域で消失に近い打撃を受けているが、日本のように残っている地域もあちこちにある。これは、特に地中海周辺は牧畜がよく行われたことから、植生への直接の影響が大きかったこと、夏に乾燥する気候のために回復力がよくなかったことが考えられる。

### オーストラリア
一方でオーストラリアには硬葉樹林が広く分布する。ユーカリ、バンクシア、アカシア、ティートリーなどがオーストラリアにおける代表的な硬葉樹であり、これらの森がオーストラリアの植生の多くを占める。

## 関連
- 広葉樹林
  - 広葉樹

- 針葉樹林
  - 針葉樹

- 常緑樹林
- 落葉樹林

- 常緑広葉樹林